# Abigail Magistrati
Abigail Magistrati (La Plata, Argentina) es una exgimnasta artística argentina. Fue campeona sudamericana de clubes en octubre de 2015. A partir de ese mismo año, se sumó a la selección nacional deportiva. Participó en los Juegos Olímpicos de Tokio 2020.

## Carrera deportiva
Comenzó la práctica deportiva en gimnasia artística a los 3 años en el Club Villa Elvira, de la ciudad de La Plata, en Argentina.
En los Juegos Panamericanos de Lima 2019, logró el cuarto puesto en barras asimétricas y el octavo puesto en piso. También participó en las disciplinas por equipo, donde se ubicó en el cuarto puesto. En el Campeonato Sudamericano de gimnasia artística, disputado en Chile en 2019, se consagró campeona en la categoría all around, y campeona por equipos, con la Selección Argentina. En el Campeonato mundial, disputado en 2019 en Stuttgart, se ubicó en el puesto 36 en la categoría all around, y el puesto 42 en la categoría suelo. Asimismo, se posicionó en el puesto 63 en viga y 66 en barras asimétricas.
Obtuvo su clasificación a los Juegos Olímpicos de Tokio, como reemplazo de la gimnasta Martina Dominici, tras una sanción impuesta por Federación Internacional de Gimnasia. En el Panamericano de Río 2021, obtuvo la medalla de bronce en la modalidad por equipos, y consiguió el séptimo puesto en la categoría all around. Por su parte, alcanzó la final en modalidades de viga y de piso.
En marzo de 2023, Abigail anunció su retiro de la gimnasia artística mediante un mensaje en su cuenta de Instagram.